# レノクロス
レノクロス（leno cloth）とは、絡み織で織られた織物。太い格子状に織られた独自の凹凸が特徴で、絡み織ではあるが密に織られているものもある。
レノクロス生地はおもに風合いを利用するために使用される。また、生地の伸びのよさを利用してビーズクッションなどに使用されることもある。